# جيني أيكو

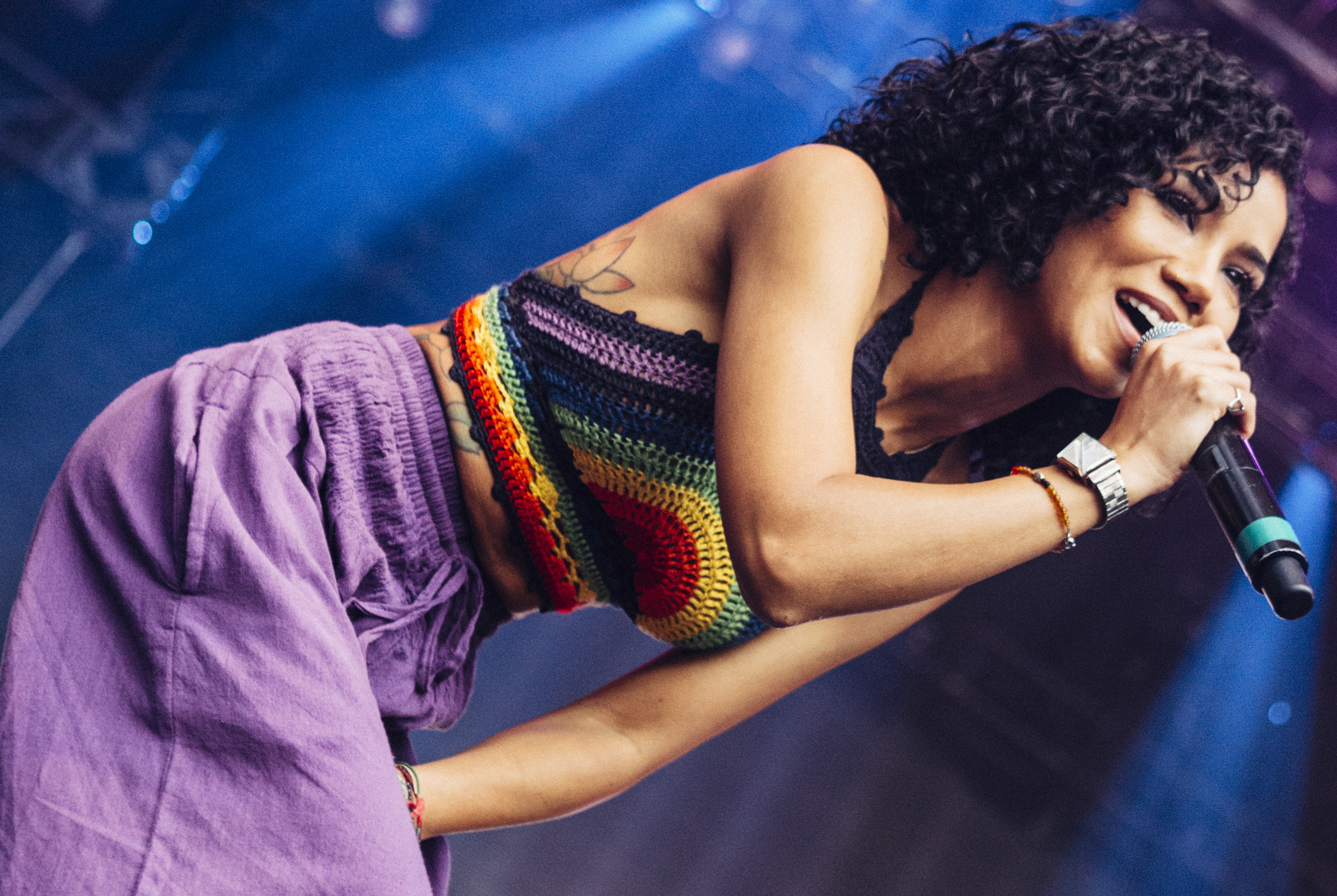
جيني أيكو في حفل في سبتمبر 2015 في سياتل

جيني أيكو إيفورو تشيلومبو (بالإنجليزية: Jhené Aiko Efuru Chilombo)‏ هي مغنية وكاتبة أغاني أمريكية ولدت في يوم 16 مارس 1988 في بلدة لاديرا هايتس في كاليفورنيا في الولايات المتحدة لأب من أصل أمريكي أفريقي وأم من أصل ياباني،
بدأت بغناء الأر أند بي في سنة 2002، في سنة 2003 أطلقت أول ألبوماتها حمل عنوان My Name Is Jhené وتم إنتاجها عن طريق سوني للترفيه الموسيقي وألتيمت غروب وإبك ريكوردز، غابت لفترة طويلة عن الغناء وثم عادت للأضواء في سنة 2011 حيث أطلقت شريط تسجيل بعنوان Sailing Soul في ديسمبر 2011، بعد ذلك وقعت عقد مع الدي جاي نو آي دي ومع شركة تسجيلات ديف جام، في سنة 2013 ظهرت في كليب أغنية Beware مع بيغ شون وليل واين وألذي إحتل المركز ال40 على قائمة بيلبورد هوت 100، في سنة 2012 أطلقت إسطوانة Sail Out والتي تضمنت أغاني 3:16AM وBed Peace التي غنتها مع دونالد غلوفر بالإضافة لأغنية The Worst، وفي سنة 2014 طرحت رابع ألبوماتها Souled Out وألذي كان الأكثر مبيعاً وشهرة ضمن ألبوماتها.
جيني أيكو هي إنجيلية خمسينية وقد تعمدت من قبل كنيسة الأناجيل الأربعة الدولية في سن ال16،
بدأت من سنة 2005 إلى سنة 2008 بمواعدة مغني الأر أند بي أو راين وأنجبت بنت منه سمتها ناميكو.
في سنة 2012 تأثرت بعد وفاة شقيقها مياغي بسبب إصابته بالسرطان أنتجت أغنية لروجه حملت عنوان For My Brother. في سنة 2013 نجت من حادثة سيارة لها مع إبنتها ناميكو وشقيقتها ميوكو وعشيقها السابق ووالد إبنتها أو راين في لوس أنجلوس، أدى هذا الحادث لكسر معصم إبنتها وكسر أسنان لها.
في سبتمبر 2014 وبعد إستقرارها في نيويورك إرتطبت بالمنتج دوت دا جينيوس حيث أنتج أغاني Limbo Limbo Limbo وWading في ألبوم Souled Out، في مارس 2016 أعلن الثنائي زواجهما إلا أنهم إنفصلا عن بعض في أغسطس بعد مشاكل حصلت بينهما حيث قررا الطلاق، إرتبطت بعد ذلك بالموسيقي بيغ شون ولا دلائل حتى الآن عن إنفصالهما.

## وصلات خارجية
- جيني أيكو على موقع IMDb (الإنجليزية)
- جيني أيكو على موقع ميوزك برينز (الإنجليزية)
- جيني أيكو على موقع أول ميوزيك (الإنجليزية)
- جيني أيكو على موقع ديسكوغز (الإنجليزية)
- جيني أيكو على موقع ديسكوغز (الإنجليزية)
- الموقع الرسمي
- جيني أيكو على أول ميوزيك
- جيني أيكو على فيسبوك
- جيني أيكو على يوتيوب